# Maria Elisabeth von Österreich (1680–1741)

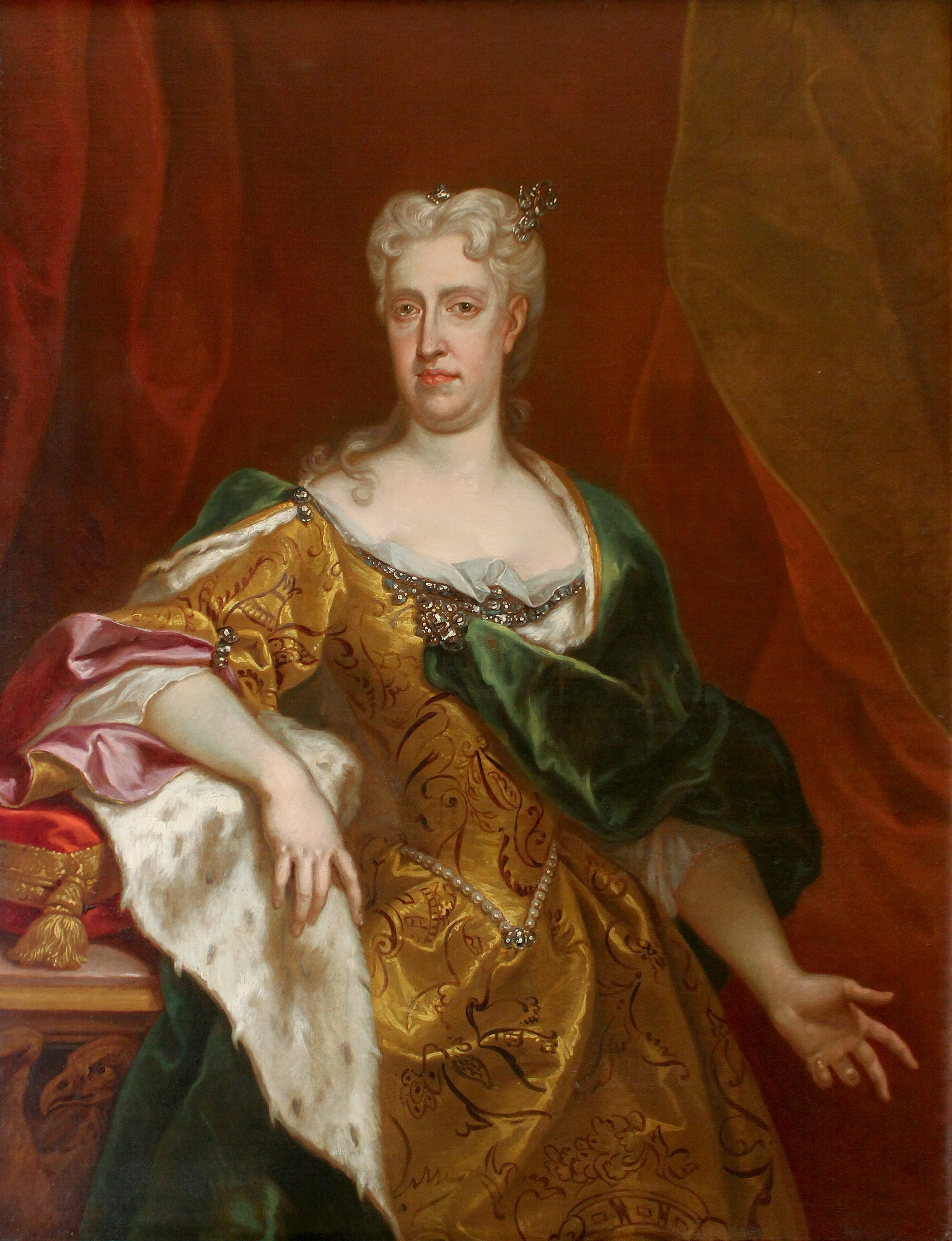
Maria Elisabeth von Österreich, Statthalterin der österreichischen Niederlanden

Maria Elisabeth von Österreich (* 13. Dezember 1680 in Linz; † 26. August 1741 in Schloss Mariemont bei Morlanwelz im Hennegau) war ein Mitglied des Hauses Habsburg. Sie war Erzherzogin von Österreich und von 1724 bis 1741 Statthalterin der österreichischen Niederlande. Mit großen Vollmachten ausgestattet regierte sie die Niederlande relativ autoritär und hielt sich einen großen Hofstaat, war aber u. a. aufgrund ihrer Frömmigkeit und Armenfürsorge populär. Entschieden ging sie gegen den Jansenismus vor und begünstigte auf dem kulturellen Gebiet die Hebung des Musiklebens Brüssels, in welcher Stadt sie residierte. Nach 16-jähriger Amtszeit starb die Statthalterin, die sich nie vermählt hatte, im Alter von 60 Jahren.

## Abstammung und frühe Jahre

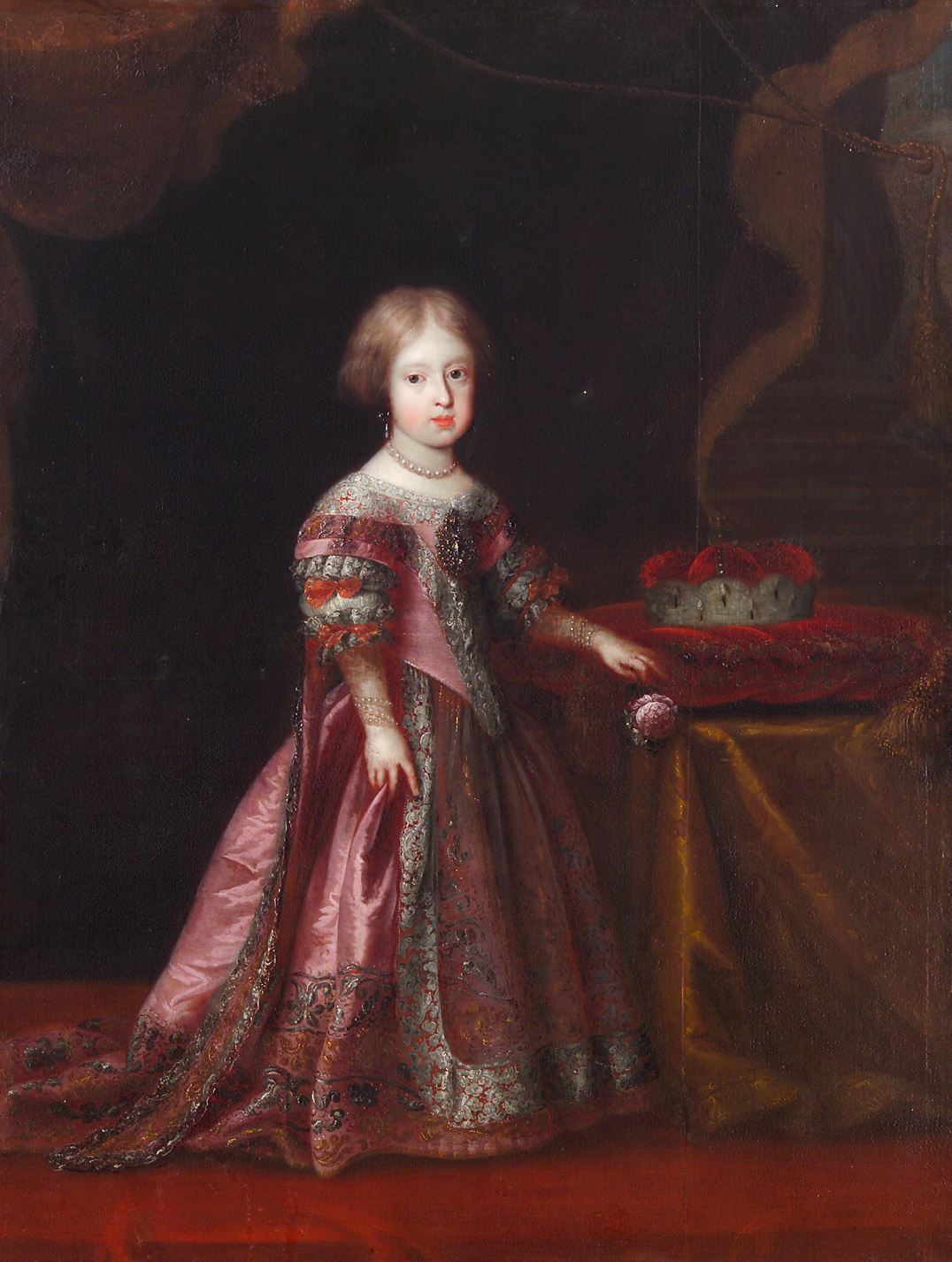
Maria Elisabeth von Österreich im Alter von ca. vier Jahren (Charles Brendel)

Maria Elisabeth war eine Tochter Kaiser Leopolds I. und dessen dritter Gemahlin Eleonore Magdalene von Pfalz-Neuburg. Sie kam im Dezember 1680 in Linz zur Welt, nachdem ihre Eltern Wien wegen der dort grassierenden Pest verlassen hatten. In ihrer Jugend bekam sie eine ausgezeichnete Ausbildung und erlernte außer Deutsch als weitere Sprachen Französisch, Italienisch und Latein, die sie perfekt beherrschte. Bereits 1698 trat sie als Autorin des in lateinischer Sprache niedergeschriebenen Werkes Chronologia augustissimae Domus Austriacae in Synopses collecta … hervor, das die Geschichte ihrer Dynastie behandelt. Das Manuskript dieser gelehrten Abhandlung befindet sich in der Österreichischen Nationalbibliothek zu Wien. Ferner zeigte die Erzherzogin wie viele Mitglieder ihrer Familie eine Neigung für italienische Musik und Opern.
Während des Spanischen Erbfolgekriegs starb Maria Elisabeths Vater, Kaiser Leopold I., im Jahr 1705. Sein Sohn Joseph I.  wurde neuer Kaiser. Nach Josephs unerwartetem Tod 1711 übertrug dessen Nachfolger Karl VI. seiner unverheiratet gebliebenen älteren Schwester Maria Elisabeth die Regierung Tirols.

## Statthalterin der Niederlande
Im Juni 1716 wurde Prinz Eugen von Savoyen als Statthalter der Österreichischen Niederlande, die etwa dem heutigen Belgien entsprachen, eingesetzt. Er ließ sich in dieser Funktion aber durch den bevollmächtigten Minister Ercole Turinetti de Prié vertreten. Dieser machte sich in den niederländischen Provinzen sehr unbeliebt und wurde schließlich im September 1724 wegen angeblichen Unterschlagungen nach Wien zurückberufen. Am 20. November 1724 entsagte Prinz Eugen offiziell seiner Statthalterwürde. Zu seiner Nachfolgerin bestellte Kaiser Karl VI. die 44-jährige Erzherzogin Maria Elisabeth, die Wien am 4. September 1725 verließ und am folgenden 4. Oktober in Tienen eintraf, wo sie vom Sohn des interimistischen Statthalters, des Grafen von und zu Daun, empfangen wurde. Nach einem Zwischenaufenthalt in Löwen zog sie am 9. Oktober 1725 feierlich in Brüssel ein. Im Anschluss wurden zahlreiche Feste veranstaltet.
Die Statthalterin residierte im Palast von Coudenberg zu Brüssel; als dieser Palast in der Nacht vom 3. auf den 4. Februar 1731 abbrannte, konnte sie sich nur mit Mühe halbbekleidet in Sicherheit bringen. Danach wurde das Hôtel d’Orange (auch Hôtel de Nassau genannt) ihre neue Residenz. Ihre Pläne zur Restaurierung des durch das Feuer fast völlig zerstörten Brüsseler Palastes konnte erst ihr Nachfolger Karl Alexander von Lothringen verwirklichen.
Die niederländischen Provinzialstände stellten Maria Elisabeth großzügige Gelder zur Verfügung, nämlich eine Zivilliste von 560.000 Brabantgulden. Daher konnte sie sich eine teure Hofhaltung leisten. An ihrem Hof herrschte eine strikte Etikette; so nahm sie etwa ihre Mahlzeiten stets allein ein. Ihren adligen Ehrendamen stand längere Zeit die verwitwete Gräfin Uhlfeld als Obersthofmeisterin vor.
Von ihrem kaiserlichen Bruder wurde Maria Elisabeth mit weitreichenden Vollmachten ausgestattet. So durfte sie etwa selbständig – jedoch erst nach Zustimmung des Wiener Hofs – Prälaten ernennen, ferner u. a. auch Statthalter der einzelnen Provinzen und Mitglieder des Großen Rates von Mechelen sowie der Kollateralen Räte. Letztere hatte Philipp V. abgeschafft, doch waren sie auf Maria Elisabeths Initiative im September 1725 wiedereingesetzt worden; freilich blieb trotzdem der Geheime Rat als eigentliche Zentralregierung politisch tonangebend. Die Statthalterin suchte möglichst harmonisch mit den bestehenden Institutionen zusammenzuarbeiten und erhielt dank ihres persönlichen Einsatzes die Erlaubnis zur Amnestierung jener Personen, die 1718 an Brüsseler Unruhen teilgenommen hatten. Durch ihre Politik brachte sie eine Aussöhnung der Österreichischen Niederlande mit der habsburgischen Suprematie zustande, baute aber auch die Zentralmacht ihrer Dynastie auf Kosten der Autorität der lokalen Regierungsbehörden aus.
Die Statthalterin musste akzeptieren, dass ihr ein vom Kaiser eingesetzter Obersthofmeister zur Seite gestellt wurde. Diesem oblag in erster Linie die Wahrnehmung der Aufgaben eines bevollmächtigten Ministers, vor allem die Beobachtung der Landespolitik und die klaglose Umsetzung kaiserlicher Order. In diese Funktion trat zuerst 1725 der italienische Graf Giulio Visconti Borromeo Arese ein, der die Statthalterin in die Niederlande begleitet hatte. Den Anteil Maria Elisabeths an der Regierung und jenen ihres Obersthofmeisters herauszuschälen, ist aufgrund mangelnder Untersuchungen ihrer Amtszeit noch nicht genügend gelungen.
Mit verschiedenen vom Kaiser für die Niederlande angeordneten Maßnahmen ging Maria Elisabeth nicht konform und konnte ihn dabei auch öfters von ihrem Standpunkt überzeugen. Misslang ihr dies, so übte sie bisweilen hinhaltenden Widerstand aus. So wollte sie etwa Verfügungen des Kaisers bezüglich des Asylrechts und zur Einrichtung von Intendanten nach französischem Vorbild nicht veröffentlichen.
Bei ihren Untertanen war die volksnahe Landesmutter wegen ihrer Frömmigkeit sowie Fürsorge für Notleidende und Kranke sehr beliebt. Sie besuchte religiöse Festlichkeiten und nahm an Wallfahrten teil. Jährlich wusch sie am Gründonnerstag zwölf armen, alten Frauen die Füße, bewirtete sie und stattete sie mit neuer Kleidung aus. Außerdem hob sie das Brüsseler Musikleben. Sie förderte u. a. Jean-Joseph Fiocco, der als Chormeister ihrer Hofkapelle in Brüssel fungierte und ihr zwischen 1726 und 1738 mehrere Oratorien widmete. Gern wohnte sie von italienischen Ensembles veranstalteten Opernaufführungen bei.
Auf dem religiösen Sektor widmete sich die sehr konservativ eingestellte Statthalterin insbesondere der Suppression der als häretisch eingestuften katholischen Glaubensrichtung des Jansenismus. So wurde der bedeutende Jansenist und Kirchenjurist Zeger Bernhard van Espen auf Anordnung der Statthalterin ausgewiesen. Es kam auch zu verstärkter Zensur und zur Veröffentlichung eines Index verbotener Bücher insbesondere nonkonformistischer Autoren. Als Berater bei dieser Kirchenpolitik fungierte ihr den Jesuiten angehöriger Beichtvater Stefan Amiodt. Dieser dokumentierte auch ihre Amtszeit in den Niederlanden in einem 26-bändigen Werk, das allerdings nie im Druck erschien. Dem Jesuitenorden war die Statthalterin überhaupt sehr zugetan.
Visconti Borromeo Arese setzte der Politik Maria Elisabeths wenig Widerstand entgegen. Zur stärkeren Beeinflussung ihrer sehr selbständigen Regierung trat 1732 der böhmische Graf Friedrich August von Harrach-Rohrau an die Stelle Viscontis. Dem neuen Obersthofmeister fiel auch die Aufgabe zu, die triste Finanzlage zu verbessern, die zu einem beträchtlichen Verzug bei der Auszahlung der Löhne der Beamten geführt hatte. Nach einer Intervention Harrachs beim Kaiser sah sich Maria Elisabeth genötigt, etliche überflüssige Ämter zu streichen und andere umzubilden. Fünfzehn von ihr protegierte hochrangige Funktionäre mussten ihren Hut nehmen.
Die nach der Flaute des 17. Jahrhunderts in ganz Europa seit dem Anfang der 1730er Jahre wieder an Fahrt gewinnende Wirtschaft suchte die Statthalterin auch in ihrem Machtbereich anzukurbeln; Gewerbe und Handel erfuhren einen Aufschwung. Die Industrie des von ihr verwalteten Landes ließ sie erstmals umfassend analysieren und hoffte damit Wege zu ihrer Reformierung zu finden. Die Zulassung der Ende 1722 von Karl VI. für den Seehandel mit Ostindien gegründeten, sehr erfolgreich arbeitenden Ostender Kompanie musste der Kaiser aber auf internationalen politischen Druck bereits 1727 aussetzen und 1731 endgültig aufheben.
Die 1737 im Raum stehende Ersetzung Maria Elisabeths als niederländische Statthalterin durch den Schwiegersohn Kaiser Karls VI., Franz Stephan, kam nicht zustande, welche Entwicklung die Brüsseler Bevölkerung mit Freudenfeuern begrüßte.

## Tod
Im Juli 1741 begab sich Maria Elisabeth auf Schloss Mariemont, das bei Morlanwelz im Hennegau lag. In diesem Schloss wollte sie den Sommer verbringen. Hier hatte sie sich gern schon öfters aufgehalten, um ihrer unbequemen Brüsseler Residenz zu entfliehen, und sich u. a. mit Fischfang und der Teilnahme an Jagden vergnügt. Bereits 1739 hatte sie hier auch eine der Heiligen Jungfrau geweihte Kapelle von hervorragenden niederländischen Künstlern, u. a. Laurent Delvaux, errichten lassen. Sie beabsichtigte aus Mariemont ein Kurbad zu machen, das mit Spa konkurrieren können sollte, und sah im Sommer 1741 physikalisch-chemischen Versuchen mit Mineralwässern zu, die aus einer Quelle des Parks stammten. Danach nahm sie an einem Jagdausflug teil. Plötzlich wurde sie krank und starb am 26. August 1741 im Alter von 60 Jahren im Schloss Mariemont. Der ihr bereits in ihrer letzten Lebenszeit seit April 1741 als Ko-Statthalter beigeordnete Nachfolger Herzog Karl Alexander von Lothringen ließ sich vorläufig durch den bisherigen Obersthofmeister Friedrich August von Harrach-Rohrau vertreten, ehe er 1744 selbst das Statthalteramt übernahm.
Vorerst wurde der Leichnam der verstorbenen Erzherzogin in der Gruft vor dem Hochaltar der in Brüssel befindlichen Kirche Sainte Gudule beigesetzt, im April 1749 jedoch auf Befehl Maria Theresias nach Wien überführt. Die Erzherzogin liegt in der Kapuzinergruft neben ihrem Vater Kaiser Leopold I. und ihrer Nichte Maria Anna begraben. Ihre Herzurne befindet sich in der Herzgruft der Habsburger in der Loretokapelle der Wiener Augustinerkirche, ihre Eingeweideurne in der Herzogsgruft. Sie gehört damit zu jenen 41 Personen, die eine „Getrennte Bestattung“ mit Aufteilung des Körpers auf alle drei traditionellen Wiener Begräbnisstätten der Habsburger (Kaisergruft, Herzgruft, Herzogsgruft) erhielten.